# Jan Pikna
Jan Pikna (* 16. května 1960, Svitavy) je český hudební manažer, dlouholetý ředitel hudebního festivalu Smetanova Litomyšl.

## Životopis
Studoval nejprve na gymnáziu v Litomyšli a poté elektrotechniku v České Třebové. V roce 1984 začal pracovat jako vývojář prototypů, projektant a programátor automatických technologických linek a v roce 1993 si založil vlastní výrobní firmu s elektrotechnickým zaměřením.
Po roce 1989 také založil produkční společnost Domino Art, která se zaměřovala např. na pořádání folkových hudebních festivalů a dalších akcí v Litomyšli.
V roce 1993 se stal členem pořadatelského týmu Smetanovy Litomyšle a od roku 1994 byl jejím vedoucím produkce. V roce 1994 se též podílel na přípravách a organizaci setkání sedmi středoevropských prezidentů, které se tehdy v Litomyšli konalo 15. a 16. dubna. V letech 1994, 1995 a 1997 vedoucí pořadatelského týmu Mezinárodní sborové soutěže Bedřicha Smetany, pořádané s německou společností Interkultur.
V letech 1997 - 2023 působil jako ředitel Národního festivalu Smetanova Litomyšl, zároveň byl ředitelem společnosti Smetanova Litomyšl, o.p.s., která kromě pořádání festivalu Smetanova Litomyšl vykonává řadu dalších činností. V roce 2008 mu byla udělena Cena Ď jako "Vzor etiky a národní hrdosti". Získal ocenění Manažer roku 2015 v kategorii Malé firmy a zároveň Manažer roku 2015 v odvětví Veřejná služba. V roce 2023 mu byla ministrem kultury udělena medaile Artis Bohemiae Amicis. V roce 2024 obdržel Cenu za zásluhy o Pardubický kraj.